# اسوره نیپان
اسوره نیپان (انگلیسی: Sverre Nypan؛ زادهٔ ۱۹ دسامبر ۲۰۰۶) بازیکن فوتبال اهل نروژ است که در پست هافبک برای باشگاه فوتبال روزنبورگ در لیگ برتر فوتبال نروژ بازی می‌کند
وی همچنین در تیم‌های ملی فوتبال زیر ۱۵ سال نروژ و زیر ۱۶ سال نروژ بازی کرده‌است.

## عملکرد باشگاهی
نیپان در ژانویه ۲۰۲۲ نخستین قرارداد حرفه‌ای خود را با باشگاه روزنبورگ به امضا رساند. فقط چندماه پس‌از آن در آوریل همان سال، وی قرارداد جدیدی با باشگاه منعقد و عضوی از تیم اصلی شد.
وی در مه ۲۰۲۳ نخستین گل خود برای روزنبورگ را در بازی مقابل بوده/گلیمت در لیگ برتر فوتبال نروژ به ثمر رساند و با ۱۶ سال و ۱۴۵ روز سن در آن زمان به جوان‌ترین گل‌زن تاریخ باشگاه روزنبورگ در لیگ تبدیل شد.